# سامي بروكس
سامي بروكس (بالإنجليزية: Sammy Brooks)‏ (28 مارس 1890 في المملكة المتحدة - 13 يناير 1960 في المملكة المتحدة) هو لاعب كرة قدم بريطاني (وحمل سابقاً جنسية المملكة المتحدة لبريطانيا العظمى وأيرلندا) في مركز جناح ‏. لعب مع بورت فايل وتوتنهام هوتسبير ونادي ساوثيند يونايتد ووولفرهامبتون واندررز.